# Увечье скота
Уве́чье скота́ (англ. cattle mutilation) — многочисленные сообщения мелких скотоводов Среднего Запада США о случаях увечий крупного рогатого скота (в некоторых случаях также овец и лошадей) в 1970-х годах. Оценивается экспертами как случай массовой истерии, послужившей основой сенсационных репортажей. Об увечьям были написаны многочисленные статьи в Associated Press, и журнале Newsweek, а также был снят фильм, удостоенный премии Эмми.

## История
Хотя Чарльз Форт собрал немало свидетельств о подобных происшествиях, случившихся в конце XIX — начале XX вв. в Англии, явление начало получать широкую огласку в прессе только в 1960-х гг. в США. Первые сведения об увечье скота начали поступать из штатов Пенсильвания и Канзас в начале 1960-х, но явление оставалось практически неизвестным вне скотоводческих кругов до 1967 года, когда в колорадской газете Pueblo Chieftain была опубликована статья о странной гибели лошади в окрестностях города Аламоса. Эта статья была впоследствии перепечатана более крупными изданиями по всей стране; кроме того, это был первый случай, когда увечье скота привлекло внимание уфологов.
Согласно этой статье, дело обстояло так. 7 сентября 1967 г. Агнес Кинг и её сын Гарри заметили, что их 3-летняя лошадь не пришла вовремя на ранчо за водой, что было странно, учитывая весьма жаркую и сухую погоду в тот день. Когда 9 сентября Гарри нашел труп лошади, он отметил сильный «больничный» запах, исходящий от него, и отсутствие крови на месте происшествия — при том, что с головы и шеи лошади была содрана кожа и срезаны куски мяса до самых костей. Разрезы выглядели сделанными с хирургической точностью. На следующий день Агнес и Гарри пришли на это место с родственниками (мистером и миссис Льюис), и обнаружили там же кусок лошадиной кожи с мясом, из которого сочилась слизь зеленоватого цвета, обжегшая руку миссис Льюис. На площади в 5000 квадратных ярдов вокруг места происшествия было найдено 15 мест, где земля была как бы вдавлена, но в радиусе 100 футов от тела лошади не было найдено никаких следов (даже следы самой лошади обрывались на этом расстоянии). «Больничный» запах к тому времени довольно сильно ослаб, но все же чувствовался. Прибывший на место происшествия лесничий Лесной службы США, имевший при себе счётчик Гейгера, отметил существенное увеличение радиоактивности на некотором расстоянии от места происшествия. Позднее он вспоминал это событие, как одно из самых странных за всю его практику: «Я видел скот, убитый молнией, но он никогда так не выглядел…».
После безрезультатного обращения в другие инстанции, миссис Льюис решила написать об этом случае статью для Pueblo Chieftain. Благодаря этой статье сведения об инциденте были опубликованы Associated Press 5 октября 1967 г. В тот же день была опубликована статья, в которой судья Чарльз Беннетт утверждал, что видел вместе с женой в Денвере три красно-оранжевых кольца, быстро движущиеся по небу в форме треугольника, издавая при этом жужжащий звук. Все эти наблюдения вызвали интерес у уфологов, в том числе у Condon Committee, которые отправили для расследования инцидента с лошадью двух специалистов — Роберта Лоу и Роберта Адамса.
Адамс, глава ветеринарно-биомедицинской школы при Колорадском госуниверситете, обследовал тело лошади и заключил, что никаких «внеземных» причин её смерти он не нашел. Он отметил, что задняя часть тела лошади была серьезно инфицирована, и предположил, что кто-то наткнулся на умирающую лошадь и перерезал ей горло, чтобы прекратить её страдания, а затем стервятники довершили дело. Тем не менее, он не смог объяснить отсутствие крови на месте событий, как и «больничный» запах.
Вскоре после этого был опубликован отчет патологоанатома из Денвера, пожелавшего остаться неизвестным, в котором он утверждал, что в теле лошади отсутствовал мозг и брюшные органы, а также спинномозговая жидкость. Позднее Роберт Лоу заявил, что ему удалось найти автора отчета. Им оказался не патологоанатом, а гематолог Джон Альтшулер, который заявил, что его слова были сильно искажены при публикации, и что его мнение по делу в целом совпадает с мнением Адамса.
Сообщения об увечьях скота появились в 1973 году и продолжались до конца десятилетия. Наиболее характерный признак увечья скота — извлечение внутренних и внешних органов (ушей, глаз, вымени, ануса и половых органов) из тела животного через надрезы, сделанные с хирургической точностью, при полном отсутствии каких-либо следов как человека, так и автомобилей вокруг места происшествия, а также частое отсутствие обычных в таких случаях падальщиков, но зато якобы сопровождалось появлением в небе неопознанных летательных аппаратов или даже вертолетов. Сообщения расследовало Центральным бюро расследований, отделение Бюро по контролю за оборотом алкоголя, табака и огнестрельного оружия Миннесоты, получившая для расследования федеральное финансирование окружная прокуратура северной части Нью-Мексико и даже Королевская канадская конная полиция. Многие сенаторы и конгрессмены требовали участия ФБР в расследовании. В конце 1970-х гг. это явление стало предметом двух независимых федеральных расследований в США.
По данным газетных статей скотоводы заявили о более чем 10 тысячах случаев увечий в период с 1970 по 1980 год. а некоторые заявления приходили даже из Канады.
К середине 1970-х гг. сообщения об увечье скота поступали уже из 15 штатов, от Монтаны и Южной Дакоты до Нью-Мексико и Техаса. В 1975 г. сенатор от Колорадо Флойд Хаскелл призвал ФБР начать расследование этих инцидентов, заявив, что в одном только Колорадо их было зафиксировано не менее 130. В связи с сообщениями о увечьях скота фермеры подвергли резкой критике федеральное правительство. По заявлению скотоводов из Криппл-Крик и Флориссанте штата Колорадо они видели на местах увечий скота вертолеты с «V-образным хвостом и простым белым пятном сбоку», которые якобы преследовали их, а скотовод из Хани-Крик штата Айова даже заявил о выстрелах с вертолетов. В тот период скотоводы обвинили в увечьях скота федеральное правительство и стали активно вооружаться для борьбы с якобы виденными ими в местах увечий скота неопознанными вертолетами. Скотоводы создали вооруженные отряды для самосуда, которые начали отслеживать вертолеты и останавливать машины в поисках следов крови, а фермер из округа Элберт штата Колорадо даже обстрелял вертолет из Форта-Карсон. Данные инциденты вызвали серьезное беспокойство местных политиков. В связи с инцидентами бюро землепользования прекратило служебные полеты в Восточном Колорадо, а национальная гвардия Небраски рекомендовала всем вертолетам не опускаться ниже 600 метров. С конца лета 1974 года в результате многочисленных писем от Хаскелла с обеспокоенностью обстановкой и призывами «что-то сделать, пока кто-то не пострадал» директор ФБР Кларенс Келли приказал местным отделениям бюро разобраться с ситуацией, однако в расследовании было отказано на основании отсутствия доказательств о том, что это происшествия выходят за пределы отдельных штатов. Редактор газеты The Denver Post Чарльз Бакстон назвал это решение «узким толкованием роли ФБР по отношению к власти штата» и потребовал заставить ФБР продолжить расследование. Под шквал критики и обвинение в тайном заговоре также попал Уайтсайд из Центрального бюро расследований, который объявил причиной увечий хищных животных и закрыл дело, проигнорировав заявления скотоводов о неопознанных вертолетах.
За информацию о предполагаемых инициаторах увечий скотоводы Южной Дактоы объявили премию в 500 долларов, Ассоциация скотоводов Орегона и Ассоциация скотоводов Монтаны объявили о премии в 1 000 долларов каждая, а скотоводы Колорадо 11 тысяч долларов, однако их объявления не дали результата.
Число сообщений об увечьях скота достигло пика в 1975 году. Согласно одному из отчетов, в Небраске, Канзасе и Айове с мая 1973 по сентябрь 1974 года зафиксировано более 100 сообщений об увечьях скота, а по данным журналиста из Миннесоты с 1970 по 1974 год в штате было около 22 сообщений об увечьях скота. Однако больше всего сообщений об увечьях скота приходило из штата Колорадо. В июлей 1976 года по данным официальных лиц в округе Логан штата Колорадо было 50 сообщений об увечьях, а к осени 1977 года уже 85 (хотя к тому времени число сообщений из других штатов уже пошло на убыль). В 1975 году с апреля было зафиксировано более 80 сообщений об увечьях скота в округе Элберт штата Колорадо, а во всем штате Колорадо более 200 преимущественно в округах Логан и Элберт (нанесших убыток в более чем 43 тысячи долларов).

## Характерные черты
Хотя обстоятельства увечья скота различаются от случая к случаю, можно все же выделить некоторые наиболее часто встречающиеся черты:
- Отсутствие глазных яблок, вымени и половых органов, вырезанных с хирургической точностью[11];
- Отсутствие губ и/или языка[11] (который выглядит вырезанным «под корень»);
- Отсутствие одного уха;
- Отсутствие сердца и других внутренних органов, зачастую при отсутствии видимых разрезов, через которые они могли были быть извлечены. Если сердце отсутствует, то перикард обычно остается на месте;
- Отсутствие кожи в районе челюстей и ниже ушей;
- Присутствие надрезов на теле животного, выглядящих как будто сделанные хирургическими инструментами, при отсутствии следов зубов/когтей хищников;
- Во многих случаях — почти полное обескровливание тела животного. Оставшаяся кровь, как правило, необычного цвета, и не свертывается несколько дней;
- Тела животных выглядят как бы сброшенными в глухих малопосещаемых местах (иногда их находят висящими на заборах или деревьях). Какие-либо следы вокруг тела отсутствуют, включая следы самого животного;
- Тем не менее, иногда возле тела наблюдаются дыры/вдавленности в почве неизвестного происхождения;
- Почва под телом животного выглядит вдавленной, как если бы оно было сброшено с большой высоты (см. выше);
- Зачастую имеются переломы костей, соответствующие падению с высоты (см. выше);
- Другие животные избегают место, где было найдено тело, и при его виде проявляют явные признаки страха;
- В окрестностях места инцидента наблюдаются непонятные атмосферные явления.

Согласно отчётам ФБР от 1975 г., отсутствие глаз отмечается в 14 % случаев, отсутствие языка — в 33 %, отсутствие половых органов — в 74 %, и отсутствие прямой кишки — в 48 % случаев. Согласно более поздним исследованиям от NIDS, отсутствие глаз отмечается в 59 % случаев, отсутствие языка — в 42 %, отсутствие половых органов — в 85 %, и отсутствие прямой кишки — в 76 % случаев (округленно). Согласно д-ру Говарду Бёрджессу, возраст почти 90 % погибшего таким образом скота — от 4 до 5 лет.
Некоторые из таких инцидентов происходят за весьма короткие промежутки времени. В отчете NIDS за 2002 год приводится случай, произошедший в 1997 г. в штате Юта. Два скотовода пометили клеймом одного из телят, после чего продолжили клеймить скот, все это время не отходя дальше чем на 300 метров от этого теленка. Меньше чем через час телёнок был найден полностью выпотрошенным, при этом ни крови, ни внутренностей, ни каких-либо следов на месте находки замечено не было. Два независимых исследования потом показали, что потрошение теленка было выполнено двумя типами инструментов — большим ножом типа мачете, и чем-то типа ножниц значительно меньшего размера.
Полное отсутствие каких-либо следов вблизи тела животного считается наиболее характерным и необъяснимым признаком увечья скота. Однако в некоторых случаях странные следы все же удавалось обнаружить. В знаменитом случае с гибелью лошади в 1967 году какие-либо следы (в том числе следы самой лошади) отсутствовали в радиусе 100 футов от тела, но в этом радиусе было найдено несколько небольших вмятин в почве, и примятая трава в двух местах. В июле 1976 г. в штате Нью-Мексико была найдена мертвой трехлетняя корова с характерными признаками увечья скота, от которой шел след углублений в почве. Углубления располагались в форме треугольника (как если бы кто-то переставлял аппаратуру на штативе с места на место), 4 дюйма в диаметре, 28 дюймов между углублениями, и пропадали на расстоянии 500 футов от коровы. Похожие инциденты были отмечены в том же регионе в 1978 г.
Первые сообщения об увечьях скота на Среднем Западе ничего не говорили об НЛО, но уже через год в 1974 году скотоводы Небраски заявили о непонятных огнях в небе, один скотовод сделал характеристику «выглядел так, будто с каждой стороны у него был маленький голубовато-зелёный свет, окружённый сиянием», а другой якобы увидел «большой шар красного огня». И хотя некоторые скотоводы заявили об НЛО, однако характерной особенностью сообщений о увечьях скота стали неизвестные, не имеющие маркировки вертолеты, которые якобы летали в местах увечий скота.

### Лабораторные анализы
Лабораторные анализы тканей некоторых погибших животных показали различные аномалии их химического состава. Однако такие аномалии наблюдались далеко не во всех случаях, и исследователи не могли определить, были ли они связаны со смертью животного или нет.
В одном из случаев, документированном ФБР и полицией штата Нью-Мексико, 11-месячный бычок был найден мертвым с характерными признаками увечья скота. Внутренние органы также выглядели необычно:

Как печень, так и сердце были белыми и мягкими. Оба органа имели консистенцию арахисового масла.
Оригинальный текст (англ.)Both the liver and the heart were white and mushy. Both organs had the texture and consistency of peanut butter

Сердце вместе с образцами костной и мышечной ткани было отправлено в LANL для исследования, в то время как образцы печени были отправлены в две частные лаборатории. Исследования LANL показали наличие клостридий в сердце, но осталось неизвестным, связано ли это с гибелью животного, так как эти бактерии могут появиться в тканях и естественным путём. Образцы печени оказались полностью лишены меди, и содержали цинка, калия и фосфора в 4 раза больше нормы. Исследователи оказались не в состоянии объяснить эти аномалии. Образцы крови оказались светло-розовыми, и не свертывались даже по прошествии нескольких дней. Кожные покровы оказались неожиданно твёрдыми для свежеумершего животного, а ткани под ними выглядели обесцвеченными. Ни одна из лабораторий не смогла сделать какие-либо заключения по этому поводу, хотя позднее в LANL подтвердили наличие антикоагулянтов в крови других животных, погибших в том же регионе.

## Попытки объяснения
Официальные результаты вскрытий подтвердили мнение ветеринаров и патологоанатомов об увечьях скота как деятельностью падальщиков (койотов, лис, стервятников, сорок, рысей, барсуков и мух) после естественной смерти животного (например от эмфизематозного карбункула, ударов молний или желудочно-кишечных проблем от употребления железных предметов). В отчетах отмечается, что падальщики сначала выедают мягкие части животных в области прямой кишки, гениталий, вымени, глаз и ушей, что и приводит к пропаже ануса, гениталий, языка, вымени, ушей и глаз. При этом деятельность падальщиков может оставлять точные на первый взгляд порезы в местах поедания плоти. Отсутствие крови эксперты объясняют ее свертываемостью после смерти животного, а также возможным стеканием в землю или внутри тела животного. При этом в меньшинстве случаев (в расследовании Канадской конной полиции с 1979 года и Департамента уголовных расследований штата Айова) были обнаружены следы человеческого участия в разделывании туши (по предположению полицейских связанных с сатанинскими сектами).
По мнению Goleman M. J., хотя данные сообщения являются типичными примерами слухов об НЛО в сенсационной прессе, однако они также являлись следствием социально-экономической напряженности, страха перед неизвестным будущим и недовольства мелких фермеров недостаточными размерами пастбищ, недостаточной занятостью на неполный рабочий день или необходимостью арендовать государственные земли для скотоводства в условиях нестабильной экономической ситуации и усиления государственного вмешательства (что в итоге вылилось в восстание полыни). Также по мнению Goleman M. J. сообщения об увечьях скота появились на фоне усиления популярности «новых правых», которые выступали против усиление государственного регулирования и ужесточения законодательства об охране окружающей среды. В доказательство своей версии он замечает, что количество заявлений об увечьях скота по годам четко коррелирует с тяжестью социально-экономического кризиса в животноводческой отрасли (например первые сообщения датируются 1973 годов с началом кризиса, а максимум случаев был зафиксирован в 1975 году при пике кризиса), а все сообщения о случаях увечий скота шли от мелких скотоводов и не фиксировались в крупных хозяйствах. На социально-экономическую нестабильность и неуверенность в будущем также наложился страх, недоверие и разочарование мелких скотоводов в правительстве. Например на заселенный латиноамериканскими мелкими скотоводами округ Рио-Арриба до начала расследования дал половину всех сообщений об увечьях скота в Нью-Мексико, а в 1978 году половину (хотя там содержалась меньшая часть скота всего штата). При этом уфологические организации и желтая пресса активно использовали сообщения скотоводов в своих целях, а позиционировавшие себя как независимых исследователей люди оказались сторонниками уфологических организаций и после 1975 года продолжали активно развивать тему вечий скота для доказательства существования внеземных цивилизаций.
Согласно «Энциклопедии заблуждений», все случаи гибели животных, приписываемых «увечью скота», вызваны естественными причинами, и нет смысла как-то особо выделять их из числа тысяч других, происходящих каждый год. В качестве доказательства приводятся результаты эксперимента, проведенного в штате Арканзас в 2004 г., в котором туша мертвой коровы была вывезена в поле и оставлена там на 48 часов (по другим данным в овраг на 30 часов), где к ней прикасались только скунсы, стервятники и мухи. За это время из-за раздувания туши под действием газов на коже появились разрывы, похожие на хирургические разрезы, в то время как мясные мухи и их личинки сильно повредили мягкие ткани коровы. Тем не менее, этот эксперимент не объяснил отсутствие крови в телах некоторых погибших животных. Также были проведены эксперименты, показавшие возможность отличить хирургические разрезы от повреждений, оставленных хищниками, хотя там не исследовалась вероятность разрыва кожных покровов из-за раздувания туши.
Многие скотоводы выступили с критикой версии гибели животных от естественных причин, утверждая, что они могут отличить естественную смерть животного от явно неестественной. Во многих случаях погибшие животные были самыми сильными и здоровыми во всём стаде, что делает версию гибели от болезни или нападения хищников маловероятной.
Жестокое обращение с животными, в том числе и с использованием ножей или хирургических инструментов, является распространенным фактом, но в случае с увечьем скота человеческое вмешательство в значительной степени исключается из-за отсутствия каких-либо следов вблизи мест происшествий. Тем не менее на волне сатанинской паники одно время была популярна гипотеза о ритуальном убийстве животных членами неких сект, а для малой части случаев увечий скота в расследовании 1979 года и департамента уголовных расследований штата Айова была обнаружена связь с сатанинскими сектами, однако доказательств не хватило для выдвижения обвинений. Эта версия могла объяснить отсутствие крови и внутренних органов в телах животных, но никаких доказательств существования таких сект обнаружить так и не удалось (кроме некоторых малодостоверных свидетельств, полученных осенью 1975 г.), в том числе и в ходе расследования силами ФБР.
Первоначально фермеры обвиняли в увечьях скота воров (которые на вертолетах якобы летали на далекие пастбища), однако ценное мясо бросалось на месте происшествия, поэтому от данной идеи быстро отказались. Существуют также теории заговора, объясняющие увечье скота деятельностью неких спецслужб с немаркированными черными вертолетами или тайных обществ, проводящих эксперименты над животными с неизвестной целью. В частности, неоднократно говорилось о наблюдениях «чёрных вертолётов» (обычно связываемых конспирологами с тайными организациями такого рода) в местах, где позднее наблюдались случаи увечья скота. Согласно другому обвинению, увечья животных проводила армия для испытания новых видов оружия. По этой легенде, для сокрытия правды о тайных программах правительственные организации использовали черные вертолеты, а извлеченные органы животных якобы использовались для разработки биологического оружия против вьетнамцев (данную теорию в частности активно распространял газетный репортер Дейн Эдвардс из Браша в штате Колорадо, который даже писал Хаскеллу об угрозах со стороны правительства). Согласно отчету NIDS от 2002 г., после многочисленных подобных инцидентов в 1976 г. в штате Юта скотоводы даже организовали вооруженные патрули для защиты своих стад, и однажды один из таких патрулей наткнулся на чёрный вертолёт без каких-либо опознавательных знаков, в кабине которого находилось несколько мужчин. После этого случая необычная гибель скота в этом регионе не наблюдалась в течение как минимум пяти лет.
В статье «Dead Cows I’ve Known», опубликованной в 1997 г., исследователь Чарльз Т. Олифэнт заявил, что считает увечье скота результатом секретных экспериментов по изучению заболеваний животных и возможности их передачи человеку. Сходной точки зрения придерживается и известный биохимик Кольм Келлехер, лично исследовавший многие случаи увечья скота. По его мнению, они скорее всего связаны с секретной правительственной программой по изучению ГЭКРС и почесухи овец. Версия с правительственными экспериментами и «черными вертолетами» также объясняет отсутствие следов вокруг места происшествия, а также то, почему туши животных выглядят сброшенными с большой высоты, но сам факт проведения таких исследований вызывает большие сомнения.
Уфологические объяснения увечья скота в целом похожи на теории правительственных экспериментов, но предполагают участие инопланетян в экспериментах над животными, или сборе генетического материала для неизвестных целей. В частности, уфолог Филлип С. Дюк утверждает, что они могут проводить эксперименты по инкубации и последующего изучения вируса ВИЧ/СПИД. Впрочем, учитывая, что СПИД передался человеку от приматов, а вовсе не от крупного рогатого скота, такой выбор объектов для проведения экспериментов выглядит, мягко говоря, странным.

### Официальные выводы
В январе 1975 года Дональд Э. Фликингер по поручению управления по борьбе с наркотиками Миннесоты начал расследование сообщений об увечьях скота. Два его информатора сообщали о сатанинском культе среди банд байкеров, однако дальнейшее расследование опровергло их причастность к увечьям скота. В итоге Фликингер к весне 1975 года прекратил расследование.
В мае 1975 года собственное расследование начал Карл Уайтсайд из Центрального бюро расследований. Расследование продлилось 19 месяцев, изучено 200 случаев увечий, на экспертизу было отправлено 35 туш в университет шатта Колорадо, из них неразложившимися и годными для скрытия оказалось только 19. По данным вскрытий смерть животных наступила по естественным причинам, а увечья были нанесены падаьщиками, однако в 11 случаях были зафиксированы следы от острых инструментов. Объявление о награде в 40 тысяч долларов за дополнительную информацию о происшествии не дало результатов. В конечном итоге расследование было закрыто из-за отсутствия улик и уменьшения числа сообщений об увечьях к средине 1976 года, а причиной увечий были объявлены хищные животные.
С мая 1979 года по поручению окружной прокуратуры Нью-Мексико в течение нескольких месяцев за грнат в 50 тысяч долларов расследование сообщений об увечьях скота проводил бывший агент ФБР со стажем в 28 лет Кеннет Роммель. Роммель в итоговм отчете причиной сообщений называл внушаемость людей к массовым слухам, стремление СМИ к выпуску сенсационных материалов и неосмотрительное поведение сотрудников правоохранительных органов. В частности он отмечал, что для большинства полицейских было новинкой изучать разлагающуюся тушу животных, а использование стандартных фраз полицейских отчетов «хирургическая точность» и «порезы» могло навести скотоводов на мысли о предумышленном преступлении. Роммель также считает, что одной из причин сообщений об увечьях скота является раздуваемая СМИ паника (например в 1975 году увечье скота стало центральной темой агентство Associated Press в штате Колорадо. В своем отчете Роммель также сослался на статью профессора социального поведения в Университете Южной Дакоты Джеймса Стюарта, который назвал увеьчья скота примером массовой истории легкой формы, вызванной частичным разрушением веры в общественные институты, а точнее неспособности СМИ, ветеринарных служб и сил правопорядка дать правдоподнобное объяснение странным случаям, что усилило панические настроения.
С 1980 по 1983 год Дэниель Каган и Ян Саммерс объелаи места сообщений об увечьях скота и опросили авторов заявлений, после чего заявили «феномен нанесения увечий может многое рассказать об утрате американцами веры в институты, которые оказались неэффективными, пустыми, вредными и бюрократически изуродованными».
Антрополог из Арканзаса Нэнси Оуэн провела собственное расследование и пришла к выводу, что причиной увечий скота стала деятельность падальщиков. Роммель, Каган, Саммерс и Оуэн в своих итоговых отчетах замечали, что сообщения об увечьях скота были связаны только с мелкими скотоводами на неполный рабоичй день, а крупные скотоводческие хозяйства скептически отнеслись к заявлениям об увечьях скота.
Согласно официальным результатам расследования, завершённого ФБР в мае 1979 г., большая часть случаев увечий скота действительно вызвана естественными причинами, но некоторые случаи оказались не поддающимися какому-либо объяснению. ФБР также не смогло установить каких-либо лиц, причастных к случаям увечья скота.
Другое расследование на федеральном уровне, проведённое ATF, также не смогло дать никаких определенных заключений, и лишь постановило, что нужно дополнительное расследование. Также независимое расследование проводилось на уровне штата Нью-Мексико. Оно установило, что в некоторых случаях животным были введены снотворные и антикоагулянты до начала экспериментов над ними; кроме того, было замечено, что техника разрезов со временем становилась всё более профессиональной. Тем не менее, следствию так и не удалось установить ни виновных в этих действиях, ни их мотивы.